# Benjamin Markarian

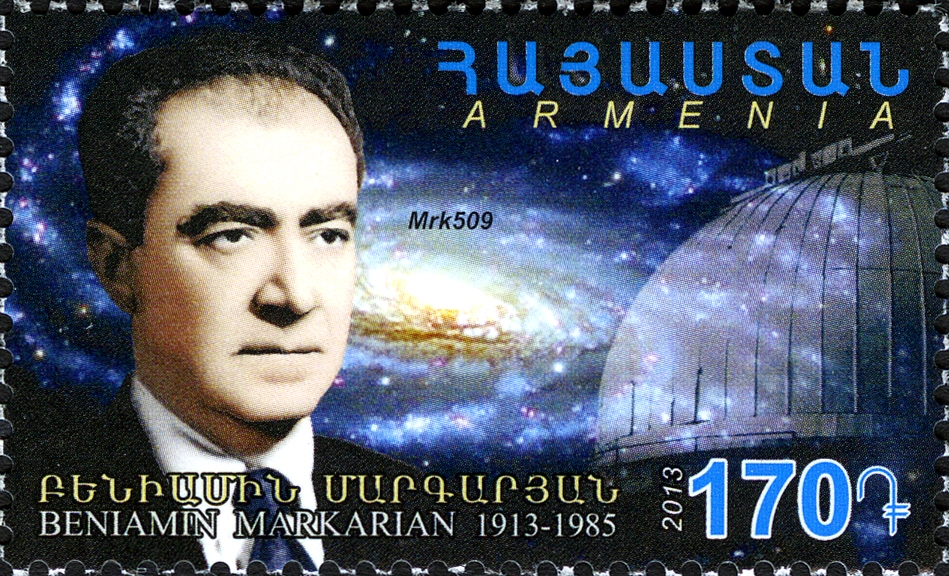
Benjamin Markarian

Benjamin Egishevitch Markarian (Armeens: Բենիամին Մարգարյան; Russisch: Вениамин Егишевич Маркарян) (Sjahoemjan, 29 november 1913 - Jerevan, 29 september 1985) was een Armeense astrofysicus.
Markarian werkte sinds de opening in 1946 in de Sterrenwacht van Byurakan aan theorieën over stervorming, clusters en superclusters. Hij bestudeerde sterassociaties en publiceerde de eerste systematische catalogus van OB-associaties. Voor dit werk kreeg hij in 1950 samen met Viktor Hambartsoemian de Stalinprijs.
In de jaren 1960 deed Markarian waarnemingen van een soort sterrenstelsels met actieve kernen, die sterk stralen in het ultraviolette deel van het elektromagnetisch spectrum (Seyfert-stelsels, Blazars, en Quasars). Hij publiceerde een catalogus met 1469 sterrenstelsels die Markarian Catalogus (First Byurakan Catalogue of Markarian galaxies) genoemd wordt. 
Een groep sterrenstelsels in de Virgocluster, wordt Markarians Ketting genoemd.